# ژولی دپاردیو
ژولی دپاردیو (فرانسوی: Julie Depardieu‎؛ زادهٔ ۱۸ ژوئن ۱۹۷۳) هنرپیشه اهل کشور فرانسه است. وی از سال ۱۹۹۴ میلادی تاکنون مشغول فعالیت بوده‌است. از فیلم‌هایی که وی در آنها نقش داشته‌است می‌توان به ساعت شلوغی ۳، یکشنبه طولانی نامزدی و هنر عشق، خدا بزرگ است و من نه، نمایندگان زن و چشم‌های زرد تمساح‌ها اشاره کرد.

## جوایز
- برنده جوایز سزار به عنوان بهترین بازیگر نقش مکمل زن و بهترین بازیگر جوان برای فیلم «لی لی کوچک» - سال ۲۰۰۴
- برنده جایزه سزار بهترین بازیگر نقش مکمل زن برای فیلم «یک راز» - سال ۲۰۰۸
- نامزد جایزه سزار به عنوان بهترین بازیگر نقش مکمل زن برای فیلم Podium- سال ۲۰۰۵